# UFO大戦争 戦え! レッドタイガー
『UFO大戦争 戦え! レッドタイガー』（ユーフォーだいせんそう たたかえ レッドタイガー）は、1978年4月8日から12月28日まで、東京12チャンネル（現・テレビ東京）で全39話が放送された、創英舎制作の特撮テレビ番組である。
放送時間は2度にわたって変更されており、開始当初から1978年7月1日放送分（第13話）までは毎週土曜18:00 - 18:30、7月4日放送分（第14話） - 9月19日放送分（第25話）は毎週火曜19:30 - 20:00、9月28日放送分（第26話）以降は毎週木曜19:30 - 20:00（いずれもJST）にて、それぞれ放送された。

## 概要
当初の放送時間帯であった、土曜18時台前半での前番組であるテレビアニメ『ドン・チャック物語』と同様に、後楽園ゆうえんちが企画し、野外劇場用のオリジナルヒーローとして、アトラクション先行で制作されたヒーロー番組である。1970年代の後楽園ゆうえんちでは、『仮面ライダー』ショーの好評を受けて野外劇場が常設され、仮面ライダーシリーズや『秘密戦隊ゴレンジャー』のショーが人気を博していたが、『ゴレンジャー』に続く『ジャッカー電撃隊』は番組自体が短命に終わり、シリーズも途切れるかたちとなった。本作品は番組事情に左右されず安定して活用できるヒーローとして創作された。
番組の企画は当初、広告代理店の大広を通じて東映の平山亨に打診されたが、提示された予算額があまりにも低かったために交渉は破談となり、最終的には原作者主宰の大野剣友会が下請制作を引き受けることになり、大野幸太郎が原作、長坂秀佳と上原正三が脚本、実質的な制作を創英舎が担当することとなった。
本作品の主人公であるレッドタイガーは、素顔が全編通じて画面に出てこず、その正体が劇中で明かされるまでは謎多きヒーローだった。大部分の脚本を長坂秀佳が手がけており、長坂の代表作である『快傑ズバット』や『特捜最前線』などで多用された父と子の親子愛や奇抜なアイデアセンスが多様にストーリーに盛り込まれた。記憶喪失の親がロボットの重要回路の秘密を持って放浪しており、子供たちがそれを追って旅する、ピンチになるとヒーローが駆けつけるというシチュエーションは、『キカイダー』と共通する。『’70年代特撮ヒーロー全集』では、上原正三が参加していた『シルバー仮面』との類似性も指摘されている。
当時剣友会に所属し、後に造形家として活躍する若狭新一が造形に参加し、中村文弥も携わっていた。
メインのストーリーは、第37話にてレッドタイガーとブラックデンジャー魔王が相打ちという形で決着が付く。その後の2話分は、軍団残党の陰謀を阻止する旅先の中で、天野一家が過去のレッドタイガーの活躍を回想するという筋書きの総集編となっている。
本放送時にはネット局が少なく、再放送が行われた放送局も限られている。
企画の主体である野外劇場では、仮面ライダーやゴレンジャーとの共闘も展開されたが、キャラクターとしての訴求力不足により、翌年の『バトルフィーバーJ』以降はスーパー戦隊シリーズがメインとなった。

## あらすじ
日本防衛研究所の天野博士が建造した巨大ロボット要塞・ランボルジャイアント。それを兵器にしようと企むブラックデンジャー魔王率いるUFO軍団の襲撃によって、博士の妻・愛は記憶を失って行方をくらまし、博士は殺されてしまった。
魔王の手は博士の遺児である太陽、月子、星夫たちにも向けられたが、3人が絶体絶命に陥ったそのとき、謎のヒーロー・レッドタイガーが現れる!
彼の活躍でピンチを脱した太陽たちは、愛が未完成であるランボルジャイアントの重要部分であるスペース回路の秘密を握っていることを知った。
ランボルジャイアントを完全なロボット要塞にするため、UFO軍団を向こうに回しての太陽たちの母親探しの旅が始まった。果たして一家の運命は?そして彼らを助けてくれる謎のヒーロー・レッドタイガーの正体は?

## 登場人物
レッドタイガー
天野兄弟がブラックデンジャー軍に追い詰められた時、颯爽と現れ彼らを助けるスーパーヒーロー。
天野兄弟がピンチの時に「レッドタイガー！」と彼を呼ぶと、どこからとも無く現れる。また、天野一家が絶体絶命の時には、呼ばなくても助けに現れる。通常は単身で現れるが、後半はランボルジャイアントとともに現れることも多かった。
登場の際の口上は「弱き者、正しき者の味方、レッドタイガー！！」。
怒りが頂点に達するとレッド変身スパーク!の掛け声と共にスーツの赤と白の色が逆転しパワーアップする。また、場合によっては、掛け声無しで赤くなることもある。変身時のナレーションは「レッドタイガーは怒りが頂点に達すると赤にチェンジするのだ（or 赤に変わる）」。
また、赤い状態から白いレッドタイガーを分身させて、ダブルパワーで戦うこともできる。
武器・技はタイガー空中蹴り、レッド電磁ムチ、敵を「タ」「イ」「ガ」「ー」の人文字にして倒すタイガー人文字殺法、小型ミサイルを発射するタイガーVサインなど。マスクは演者の生身の口が露出したものになっている。
天野兄弟のピンチをテレパシーで感じることもあり、月子がブラックデンジャーに拉致され拷問されているのを察知して、そのテレパシーを元に居場所を突き止めたこともある。
作中において、その正体を匂わせる言動・行動は多々見られたものの、彼の口からそれが明言されることは最後まで無かった。

### 天野ファミリー
天野 太陽
天野兄弟の次男。18歳。3歳のころに銀河が連れ去られたため、物心ついた時には天野博士から銀河の話を聞かされるまでその存在を知らなかった。月子・星夫と手を合わせ「レッドタイガー!」と叫ぶことでレッドタイガーを呼ぶことができる。ギターの弾き語りが趣味。物語後半では、毎回劇中で弾き語りを披露している。
天野 月子
天野兄弟の長女（第三子）。ランボルジャイアントの通信係を担当する。
ブラックデンジャーに拉致されて拷問にかけられた際に、レッドタイガーがそのことをテレパシーで察知して居場所を突き止めたことがある。もっとも、彼女自身がテレパシーを発したことを自覚している描写は無く、実際にそういった能力を持つのかどうかも言及されていない。
天野 星夫
天野兄弟の三男。ロボQの言葉を理解することができる。
物語を通じて、たくましく成長をしてゆく。
天野博士
日本防衛研究所所長、天野兄弟の良き父親でもある。宇宙人と友好を交わし、宇宙平和条約を結ぶことを目的に日本防衛研究所を設立した。15年前、宇宙人とのコンタクトに失敗した代償に目の前で息子・銀河を連れ去られ、父親として何もできなかった忌わしさを忘れるべく、妻と銀河の話はしないという約束を交わしていた。ランボルジャイアントを強奪しようとするブラックデンジャー軍の脅迫を拒んだためにゲッタラー指揮官に射殺された。ランボルスペース回路を探す天野兄弟に幾つもの謎とメッセージを残し、死後も彼らの成長を見守る。
天野 愛
天野博士の妻で、兄弟の母親。親友の結婚式の帰りに謎の円盤と遭遇、乗っていた自動車ごと掠われる。自動車は大破したものの、天野博士共々、辛うじて生存。その際のショックで意識が15年前の当時まで逆行し、15年前から現在までの記憶を失ったため、太陽・月子・星夫のことが分からなくなってしまう。作中において、謎の円盤の正体は最後まで明かされなかったが、天野博士は後にブラックデンジャーと判明する、宇宙からの侵略者の斥候兵に違いないと睨む。
物語序盤では、15年前だと錯覚した状態で、当時の幼い銀河を探すために天野兄弟のそばから行方をくらませてしまう。彼女の手の甲にはランボルジャイアントに関わる重大な秘密が隠されていたため、ブラックデンジャー軍にも何度も狙われる。物語中盤に意識が現在に戻り、天野兄弟が自分の子供であることを思い出したため、無事に親子が合流することができた。それ以降、最終回まで親子で行動を共にする。ランボルスペース回路を探す天野兄弟を支え、時に助言を与え、その成長を見守る。
天野 銀河
天野兄弟の長男。15年前、バーン星人に両親の目の前で連れ去られた。
第1話で愛が失踪した際、天野博士の口から太陽・月子・星夫にこのことが初めて語られ、天野兄弟は兄の存在を知ることとなった。
その行方は、実質的な最終回である第37話にて初めて明らかになった。レッドタイガーが最終決戦のために地球を去った後に彼が落としていったペンダント、それを見つけた愛は、それがかつてさらわれた銀河が身につけていた物であることに気がついた。そこで初めて、天野ファミリーはレッドタイガーこそが銀河である、という事実を悟ったのである。
ロボQ
天野家のマスコットロボット。人間の等身大の大きさ。「キュー」の言葉しか発せられないが、星夫だけが通訳できる。頭部のレーダーは1km先まで天野愛やブラックデンジャー兵・UFOを探知可能。第19話でカマー指揮官に捕まり翻訳装置を取り付けられたことにより、一時的に人語を話せるようになる。物語中盤で、ランボルジャイアントに関する秘密が隠されていることが判明する。
チビQ
第19話よりロボQに代わって登場する小型のマスコットロボ。デンデン太鼓のようなクルクル回る頭部にダッコちゃんを彷彿させる筒状の身体を持つ。ロボQと違い、人間との会話が可能。ランボルジャイアントに関する秘密を託されて天野博士によってある場所に隠されていた。天野兄弟の腕にしがみ付くことが多いが、自力で移動することもできる。

### ブラックデンジャー軍団
地球より800万光年の彼方から地球を征服すべくやってきた侵略軍団。書籍『全怪獣怪人 下巻』では、名称をUFO軍団と記載している。
ブラックデンジャー魔王
先端の尖った十字型オブジェを両手に持って頭上に掲げた髑髏の死神のような姿をしている侵略部隊の総司令官。
「地球は、太陽系の青いエメラルド。必ず、我が物にしてみせるぞ」と地球侵略を開始する。
劇中では、両目が光り輝くのみで、全く動かず、地球到着まで母艦の中から指令を出し続ける。
ブラックデンジャー軍指揮官
ランボルジャイアントの重要部分・スペース回路を手に入れるべく送り込まれる攻撃部隊のリーダーたち。常にテンションが高いのが特徴。
一部の指揮官は、地球人との平和を望み、ブラックデンジャーの命に背いた。
クイーンギルバ
第26話より登場した行動隊長。「ギルバ念力」などの超能力を持ち、タイガーVサインの直撃を受けても即座に再生する。
気性が激しく、テンションが高い。
作戦立案時や計画失敗時に、基地にある鏡に「鏡よ、鏡よ、鏡さん....」と相談して、方針を決めることもある。
第36話でレッド電磁ムチで身体を縛り上げられ、両手から放たれた電撃を地面に通して敵に流す必殺技であるタイガー・スパークとタイガーVサインの連携技によってようやく倒される。
ガザル
第35話に登場した暗殺隊長。クイーンギルバの命令で妙高高原に赴いた天野一家を狙うが、故郷に残してきた息子パピットを想うあまりクイーンギルバの命令に背いたために処刑された。
パピット
第35‐37話に登場したガザルの息子。このうち第35話での登場はガザルの回想シーンの中のみとなっている。父親が天野一家に殺されたと唆されて天野一家を狙うが、ふとしたことから事実を知り、「父さんの仇だ!」とクイーンギルバに自身の短剣を突き刺し、ダメージを与える。その時の致命傷が、ギルバを倒す大きなきっかけとなった。
ジャンケン兵士
ブラックデンジャー軍の尖兵。グー・チョキ・パーの三軍団編成。

## メカニック
ランボルジャイアント
全高100メートル、総重量50,000トン。天野博士が地球防衛と宇宙友好の目的で建造した巨大ロボット要塞。天野博士曰く「無敵要塞」「地球の守り神」。前後どちらから見ても同じように見えるフォルムと、阿修羅像のように三方を向いて常に回転している頭部をもつのが特徴。三方の顔はそれぞれ正義・知恵・勇気を司っている。
普段は地下の格納庫に隠されており、ジャンケンUFOが出現すると迎撃のために浮上する。
劇中では主にレッドタイガーの操縦で動いているが、太陽や月子が操縦することもある。また自動操縦も可能である。
レッドタイガーや天野一家は、ここを拠点にして行動をしており、内部で一緒にスペース回路の謎の解明に迫ることも多かった。
腕を回転させた後に発射する6門のミサイル弾熱線ランボラー、相手の攻撃からボディを守るランボルバリア、救助用巨大ネットレッドパーツ、ブラックデンジャーのロケットエンジンを無効化するエネルギー消滅光線、ある事象の時間を一定時間巻き戻す時間もどし光線、などを装備している。また、身体中に爆弾を取り付けられ、右腕と右半身を爆破された際には自力（じりょく）再生装置を起動して、右腕を回転させながら数秒で元どおりに復元してみせた。
本来なら宇宙空間への移動も可能なのだが、そのために必要なランボルスペース回路は、戦略兵器として利用されるのを恐れた天野博士の手により幾つもの謎によって厳重に隠された。ブラックデンジャー魔王はこの回路を手に入れて、ランボルジャイアントを宇宙での侵略兵器に転用しようとしたため、これを阻止すべく天野兄弟は幾多の謎と試練に立ち向かう。
物語序盤は格納庫から出入りするだけで殆ど移動しなかったが、物語中盤でレッドタイガーの操縦や「ランボールジャイアント、オートアクト！」の掛け声による自動操縦により街中を移動し、天野一家のピンチに駆けつけるようになる。
ランボルジャイアントには医療班が存在し、星夫が風邪を引いた際には診察をした。
実質上の最終回である第37話で遂に宇宙に飛び立つ条件が揃い、宇宙に出撃。地球に侵攻してきたUFO軍団を迎え撃つ。そして、激闘の末にブラックデンジャーのジャンケンUFOの大群と魔王の母艦を破壊するも、ランボルジャイアントとレッドタイガーは戦いが終わっても地球には帰って来なかった。そして、地球から宇宙での戦いを見守っていた天野一家はレッドタイガーの居なくなった地球を自分たちで守ろうと決意を固め、総集編として制作された第38・39話に繋がってゆく。
宇宙を飛行する際はタケミのビッカー合金の走行形態のような体勢だったが、下半身のキャタピラ部は固定されたまま前倒しになり、腕だけが肘を付くような格好で飛行する。
ランボルファイター
ランボルジャイアントと同じく天野博士が建造した宇宙探知要塞。衛星軌道上に待機しており、地球の軌道を回りながらキャッチした情報を、地上の日本防衛研究所本部へ送っている。レッドタイガーの乗る小型メカを搭載する。
普段は無人だが、ジャンケンUFOの攻撃に対しては自動的にバリヤーを巡らせ、迎撃する仕組みになっている。
レッドタイガーの宇宙での戦闘は、先ず、地上からスリッパーX1でランボルファイターまで移動し、ランボルファイターでスペースマリンに乗り込み、スペースマリンでジャンケンUFOを迎撃する、という流れが主である。
スリッパーX1
ランボルジャイアントの胸部から発進するレッドタイガー専用の小型戦闘機。宇宙空間飛行も可能であり、ランボルファイターとの連絡用にも使用される。
スリッパーX2
ランボルジャイアントの腹部から発進する地上用戦闘マシーン。
スペースマリン
ランボルファイターから分離・発進する宇宙戦用の戦闘機。1号から3号まである。レッドタイガーは1号に乗り込みジャンケンUFOと戦うが、オートアクトという機能により自動操縦・戦闘も可能で、レッドタイガー1人で3機のスペースマリンを操り、ジャンケンUFOと戦うこともある。
物語後半ではチビQから、天野兄弟も地上からスペースマリンを呼び寄せられることが唐突に知らされ、以降、天野兄弟もそれぞれ3機のスペースマリンに搭乗し、戦闘や救援・救助に活躍する。
ジャンケンUFO
敵･UFO軍団の繰り出す、グー機・チョキ機・パー機の三種類が存在し、それぞれが三機編成で行動する。

## アイテムなど
ランボルスペース回路
太陽の玉
月の玉
星の玉
ランボルジャイアント内部の13個のランプ

## キャスト
- レッドタイガー[8][6]：中屋敷鉄也
第5話以降のレッドタイガーの声も担当。
- 天野太陽：星克己
- 天野月子：アネット・オーレル
- 天野星夫：古田悟郎
古田は後に海洋堂の社員となり、松村しのぶの下塗装設計を担当する[9]
- 天野博士：ジェリー伊藤
- 天野愛：岩本多代
- クイーンギルバ：松田利也子
- ブラックデンジャー軍指揮官：松沢勇虫、長沢大、宗方みどり、安喰洋子、松原君江
- ガザル：堀田真三
- パピット：長谷川誉

### 声の出演
- レッドタイガー：古谷徹（1 - 4話）
- ロボQ、天野博士、ナレーター：野島昭生
- チビQ：東美江
- ブラックデンジャー魔王：飯塚昭三
- 指揮官：清川元夢、岡部政明、岡田道郎、渡部猛、依田英助、緑川稔、今西正男、村瀬正彦、増岡弘、小林清志、池田勝、丸山詠二、京田尚子、加山三起

### スーツアクター
- ブラックデンジャー指揮官[8]、イエロー三人衆[8]：河原崎洋夫
- イエロー三人衆[8]、ジャンケン兵士[8]：新堀和男
- イエロー三人衆[8]、ジャンケン兵士[8]：上田弘司
- ジャンケン兵士[8]、トランポリン[8]：湯川泰男
- ジャンケン兵士[8]：中村文弥、栗原良二[注釈 2]
- ロボQ：石塚信之、阿部正美

## スタッフ
- 原作：大野幸太郎
- 企画：後楽園スタヂアム、山本賢弦
- プロデューサー：柳沢隆行（東京12チャンネル）、中野庄司（大広）、鈴木清（創英舎）
- プロデューサー補：神野智
- 監督：鍛冶昇、戸田康貴、松生秀二、近藤一美、神原大松、大塚莞爾
- 脚本：上原正三、長坂秀佳、近藤一美、高橋千津子
- 特殊技術：創英舎特技班
- 音楽：植原路雄
- ミニチュアデザイン：高橋昭彦
- 撮影：原秀夫
- 照明：松丸善明
- 美術：安田邦宜
- 操演：岸浦秀一
- 助監督：伊与田一雄
- 録音：大塚晴寿
- 編集：石川允久
- 製作主任：橋本寛
- 選曲：高橋弘幸
- 装飾：原田昌樹
- ネガ編集：久松七子
- 記録：杉山昌子、山内薫、高山典子
- 題字：堀昇
- タイトル：兵頭文造
- 色彩計測：林淳一郎、藤田竜美
- 照明助手：高野一男
- 演出助手：原田昌樹、石富正彦
- 擬斗：岡田勝、阿佐見宏幸[10]
- 装置：日照、木村プロダクション
- 衣裳：大和衣裳
- 操演：沼里企画
- 音響効果：スワラプロ
- VTR合成：東洋ビデオセンター
- 録音スタジオ：整音スタジオ
- 現像所：東京現像所
- 掲載：テレビマガジン、たのしい幼稚園、おともだち、冒険王
- 撮影協力：EDWIN、スズキ自動車

## 主題歌・挿入歌
オープニングテーマ「戦え! レッドタイガー」
作詞：大野幸太郎 / 作・編曲：植原路雄 / 歌：ささきいさお、コロムビアゆりかご会
エンディングテーマ「出撃! レッドタイガーの詩」
作詞：保富康午 / 作・編曲：菊池俊輔 / 歌：ささきいさお、コロムビアゆりかご会
挿入歌「母をもとめて」
作詞：保富康午 / 作・編曲：菊池俊輔 / 歌：ささきいさお

## 放送日程
宇宙船SPECIAL 1998, p. 231記載の内容に拠る。第2話については『’70年代特撮ヒーロー全集』では、「炸裂! タイガー殺法」と記載しており、放送時のタイトルも「炸裂! タイガー殺法」である。
| 放送回 | 放送日   | サブタイトル             | 登場指揮官                      | 脚本       | 監督     |
| ------ | -------- | ------------------------ | ------------------------------- | ---------- | -------- |
| 1      | 4月08日  | さらわれた銀河           | - ゲッタラー指揮官              | 上原正三   | 鍛冶昇   |
| 2      | 4月15日  | 炸裂! レッドタイガー殺法 | - マグー指揮官                  | 上原正三   | 鍛冶昇   |
| 3      | 4月22日  | お母さんの仮面           | - ギット指揮官                  | 上原正三   | 戸田康貴 |
| 4      | 4月29日  | SOS! 知られた秘密        | - スパー指揮官                  | 上原正三   | 戸田康貴 |
| 5      | 5月06日  | ランボルGの秘密          | - ゾシィー指揮官                | 長坂秀佳   | 松生秀二 |
| 6      | 5月13日  | 帰って来たお母さん       | - ウハー指揮官                  | 長坂秀佳   | 松生秀二 |
| 7      | 5月20日  | 吼える超高層ビル         | - 宇宙怪人ギラー指揮官          | 上原正三   | 鍛冶昇   |
| 8      | 5月27日  | 銀河から来た銀河         | - 宇宙怪人ダリー指揮官          | 上原正三   | 鍛冶昇   |
| 9      | 6月03日  | 15年ぶりの兄弟           | - エラー指揮官                  | 長坂秀佳   | 戸田康貴 |
| 10     | 6月10日  | 爆発! 母さんが?          | - ギヨー指揮官                  | 長坂秀佳   | 戸田康貴 |
| 11     | 6月17日  | 宇宙回路が完成した       | - フラー指揮官                  | 上原正三   | 戸田康貴 |
| 12     | 6月24日  | よみがえった母の記憶     | - 宇宙怪人テーゲー指揮官        | 上原正三   | 松生秀二 |
| 13     | 7月01日  | 秘密の扉を開け           | - リキヤー指揮官                | 上原正三   | 松生秀二 |
| 14     | 7月04日  | タワー発進30秒前!        | - ラゾー指揮官                  | 長坂秀佳   | 鍛冶昇   |
| 15     | 7月11日  | 解けた遊園地の謎         | - ゲタル指揮官                  | 長坂秀佳   | 鍛冶昇   |
| 16     | 7月18日  | 謎を秘める古代像         | - マルケ指揮官                  | 上原正三   | 戸田康貴 |
| 17     | 7月25日  | 開かれた秘密の扉         |                                 | 上原正三   | 戸田康貴 |
| 18     | 8月01日  | 喋る小鳥が謎を解く       | - ギロー指揮官                  | 長坂秀佳   | 松生秀二 |
| 19     | 8月08日  | ロボQ爆発! 涙の前進      | - カマー指揮官 - イエロー三人衆 | 長坂秀佳   | 松生秀二 |
| 20     | 8月15日  | チビQの謎を解け          | - シマッター指揮官              | 近藤一美   | 近藤一美 |
| 21     | 8月22日  | うばわれた月の玉         | - レーダー指揮官                | 高橋千津子 | 近藤一美 |
| 22     | 8月29日  | 南房総に侵略基地         | - ムー指揮官                    | 上原正三   | 戸田康貴 |
| 23     | 9月12日  | フラミンゴの子供たち     | - パトラ指揮官                  | 上原正三   | 戸田康貴 |
| 24     | 9月15日  | 美しき宇宙の脱走者       | - イプシー指揮官 - ザグー       | 長坂秀佳   | 松生秀二 |
| 25     | 9月19日  | 木のぼり少年危機一髪     | - シカー指揮官                  | 長坂秀佳   | 松生秀二 |
| 26     | 9月28日  | 月と星たす太陽は?        |                                 | 長坂秀佳   | 大塚莞爾 |
| 27     | 10月05日 | チビQとワルQの友情       | - ワルQ                         | 長坂秀佳   | 大塚莞爾 |
| 28     | 10月12日 | 空を飛んだチャコ         |                                 | 長坂秀佳   | 戸田康貴 |
| 29     | 10月19日 | 背番号3とハーモニカ      |                                 | 長坂秀佳   | 戸田康貴 |
| 30     | 10月26日 | 悪魔くん、こんにちは     |                                 | 長坂秀佳   | 戸田康貴 |
| 31     | 11月02日 | 雨にも負けず信じます     | - 子供に化ける兵士              | 上原正三   | 松生秀二 |
| 32     | 11月09日 | 宇宙人だったお父さん     | - 隊長クィーバー                | 長坂秀佳   | 松生秀二 |
| 33     | 11月16日 | シャボン玉天使の涙       |                                 | 長坂秀佳   | 松生秀二 |
| 34     | 11月23日 | 鬼のすむ村               | - クリーン星人                  | 上原正三   | 大塚莞爾 |
| 35     | 11月30日 | わが友妙高高原に死す     | - 暗殺隊長ガザル                | 長坂秀佳   | 戸田康貴 |
| 36     | 12月07日 | 宇宙から来た少年         | - パピット                      | 長坂秀佳   | 戸田康貴 |
| 37     | 12月14日 | いざランボルG発進        | - パピット - イエロー三人衆     | 長坂秀佳   | 戸田康貴 |
| 38     | 12月21日 | 帰ってきた恐怖           | （総集編）                      | 長坂秀佳   | 神原大松 |
| 39     | 12月28日 | 地球最後の死神           | （総集編）                      | 長坂秀佳   | 神原大松 |